# کمپ لژون پایگاه تفنگداران دریایی
کمپ لژون پایگاه تفنگداران دریایی (انگلیسی: Marine Corps Base Camp Lejeune) یک مرکز آموزش نظامی نیروهای مسلح ایالات متحده آمریکا به مساحت ۲۴۶ مایل مربع (۶۴۰ کیلومتر مربع) در جکسون‌ویل، کارولینای شمالی است. ۲۳ کیلومتر (۱۴ مایل) ساحل آن، این پایگاه را به منطقه‌ای اصلی برای آموزش عملیات آبی-خاکی تبدیل کرده است و موقعیت آن بین دو بندر آب‌های عمیق (ویلمینگتون و مورهد سیتی) امکان استقرار سریع را فراهم می‌کند. این پایگاه به افتخار سپهبد جان لژون نامگذاری شده است.
پایگاه اصلی توسط شش تأسیسات ماهواره‌ای تکمیل می‌شود: پایگاه نیروی هوایی، دریایی نیوریور، کمپ گایگر، استون بی، کورت‌هاوس بی، کمپ جانسون و منطقه آموزشی گریتر سندی ران. تأسیسات بندری نیروی دریایی در بوفورت، در نوک جنوبی جزیره رادیو (بین بندر ایالتی کارولینای شمالی در مورهد سیتی و آزمایشگاه‌های علوم دریایی در جزیره پیورز در بوفورت) قرار دارد. این بندر فقط در طول عملیات بندری نظامی مورد استفاده قرار می‌گیرد.